# Antonio Flores (football)
Antonio Flores (né le 13 juillet 1923 et mort à une date inconnue) était un footballeur international mexicain.
Il évolue au poste de milieu de terrain au CF Atlas durant les années 1940 et 1950. Il compte sept sélections pour deux buts inscrits en équipe du Mexique et dispute la Coupe du monde 1950.

## Biographie
Antonio Flores évolue au poste de milieu de terrain au  CF Atlas. Il est appelé par le sélectionneur mexicain Octavio Vial pour disputer la Coupe du monde 1950 au Brésil. Les Mexicains ne passent pas le premier tour, battus par les Brésiliens, Yougoslaves et Suisses.